# Nimatullah Kassab Al-Hardini
Nimatullah Youssef Kassab Al-Hardini (Beit Kassab, 1808 – Kfifane, 14 dicembre 1858) è stato un monaco cristiano e presbitero libanese, proclamato santo da papa Giovanni Paolo II il 16 maggio 2004.

## Biografia
Youssef Kassab nacque a Hardin, nel Libano centro-settentrionale, nel 1808.
Dal 1816 al 1822 frequentò la scuola del monastero dell'Ordine antoniano maronita libanese a Tannourin.
Nel 1828 entrò in seminario nel monastero di Sant'Antonio a Kozhaya; lì scelse di farsi chiamare con il nome Nimatullah (“Grazia di Dio”).
Dopo aver preso i voti solenni nel 1830 fu ordinato sacerdote a Kfifane, il 25 dicembre 1833. Nel 1833 venne nominato dal vescovo Simon Zouain vicario Patriarcale Maronita.
Dopo essere diventato per tre volte vice superiore dell'Ordine Libanese Maronita fu insegnante di teologia al seminario maggiore ed ebbe anche, tra i suoi numerosi allievi, il santo libanese Charbel Makhlouf.
Passò gran parte dei giorni e delle notti della sua vita in adorazione dell'Eucaristia, alla devozione verso la Vergine Maria e alla recita del Rosario.
Morì di polmonite il 14 dicembre 1858 nel monastero dei santi Cipriano e Giustina a Kfifane, luogo dove tuttora si trova la tomba del santo.
Memoria liturgica il 14 dicembre.